# Carbone 14, le film
Carbone 14, le film és una pel·lícula francesa dirigida per Jean-François Gallotte i Joëlle Malberg, estrenada el 1983.

## Argument
Els conductors de la famosa ràdio lliure, Jean-Yves Lafesse, David Grossexe (Jean-François Gallotte) i Supernana es filmen presentant els seus espectacles a les instal·lacions de Carbone 14.

## Repartiment
- Jean-Yves Lafesse
- Jean-François Gallotte
- Michel Fizbin
- Pascal Gilhodez
- Siné
- Sapho

## Selecció
- 36è Festival Internacional de Cinema de Canes (Perspectives du cinéma français)[2]